# Depp Jones
Depp Jones war eine deutsche Rockband („Eisenrock“), die 1990 in der Zeit der Trennung der Ärzte von Bela B. und anderen gegründet wurde.

## Bandgeschichte
Depp Jones ging aus der Band S.U.M.P. hervor, die die vier Beteiligten 1989 zusammen mit dem Ärzte-Produzenten Uwe Hoffmann gegründet hatten. Der Bandname entstammt dem Lucky-Luke-Comic Nr. 25 („Die Daltons im Blizzard“), in dem Averell Dalton den Decknamen Depp Jones trägt.
Die Bandgründung von S.U.M.P./Depp Jones fand während eines Konzertes, bei dem auch die Rainbirds gespielt hatten, mit den damaligen Rainbirds-Musikern González und Beckmann sowie Dirk Felsenheimer (Bela B.) statt.
Noch während der Probeaufnahmen zum ersten Album Return to Caramba! trennte sich die Band von Axel Ludwig (alias Atze). Fortan war Rodrigo González alleiniger Gitarrist bei Depp Jones. Olaf M. Kobold stieg als Schlagzeuger in die Band ein. In dieser Formation entstanden die Alben Return to Caramba! und Welcome to Hell.
1992 verließ Bassist Michael Beckmann die Band und wurde durch Peter Sonntag ersetzt. In dieser neuen Besetzung entstand das Album At 2012 A.D. Der kommerzielle Erfolg der Band blieb jedoch aus und so wurde der Plattenvertrag, der im Jahr 1992 auslief, von Sony-Music nicht mehr verlängert. Die Band löste sich daraufhin auf. Als Bela B. und Farin Urlaub 1993 Die Ärzte wiedervereinigten, nahmen sie den ehemaligen Depp-Jones-Gitarristen Rodrigo González als Bassisten mit in die Band auf.
Olaf M. Kobold ist heute Heilpraktiker und praktiziert in Dortmund.
Michael Beckmann ist heute immer noch erfolgreich im Musikgeschäft tätig.
Peter Sonntag ist heute Bassist der Band Final Virus.

## Stil
Die musikalischen Wurzeln der Band lagen zwischen Heavy Metal und Punk-Rock, wobei ihre Musik durch Tempo- und Rhythmuswechsel sowie unvorhersehbare Stilbrüche geprägt war.
Von Anfang an sollte sich Depp Jones deutlich von Die Ärzte unterscheiden. So war die Musik „härter“ und die Texte waren, anders als bei Die Ärzte, teilweise in Englisch.

## Diskografie

### Alben
- 1990: ¡Return to Caramba!
- 1991: Welcome to Hell
- 1992: At 2012 A.D.

### Singles
- 1990: Depp Jones Promo (Promo-CD)
- 1990: Love Is a Ghost (Promo-Vinylsingle)
- 1990: Luxury / Mission Impossible